# غوشنة اسطوانية
غوشنة اسطوانية (الاسم العلمي:Morchella cylindrica) هي نوع من الفطريات يتبع جنس الغوشنة من الفصيلة الغوشنية.